# Илемцы
Илемцы — деревня в Батецком районе Новгородской области. Входит в состав Батецкого сельского поселения.

## География
Село находится на расстоянии 9 км к юго-востоку от посёлка Батецкий, административного центра района.

### Часовой пояс
Деревня Илемцы, как и вся Новгородская область, находится в часовой зоне МСК (московское время). Смещение применяемого времени относительно UTC составляет +3:00.

## Население
| 2010 |
| ---- |
| 0    |